# Giovanni Alvise Mocenigo
Giovanni Alvise Mocenigo (ur. 1713, zm. 1787) – wenecki dyplomata.
Giovanni Alvise Mocenigo był weneckim patrycjuszem i mecenasem sztuk. Patronował m.in. Carlo Goldoniiemu, który w 1753 roku dedykował mu swą sztukę Cavaliere di buon gusto. 17 kwietnia 1752 roku Mocenigo poślubił Caterinę Loredano, siostrzenicę nowo wybranego doży Francesco Loredano.
Giovanni Alvise Mocenigo przybył do Paryża 16 listopada 1773 roku by zastąpić swojego młodszego brata Sebastiano Alvise Mocenigo na stanowisku ambasadora Wenecji. Z Paryża wyjechał 2 grudnia 1776 r. Giovanni Alvise Mocenigo załatwił z dworem francuskim zniesienie przepisu o przejmowaniu dobytku cudzoziemców (droit d’aubaine), którzy zmarli we Francji, nie sporządziwszy testamentu. Od tego momentu Wenecjan ta zasada już nie obowiązywała. Następcą G. Mocenigo na stanowisku ambasadora był Marco Zeno.